# Maël-Pestivien
 Maël-Pestivien  (en bretón Mael-Pestivien) es una población y comuna francesa, situada en la región de Bretaña, departamento de Côtes-d'Armor, en el distrito de Guingamp y cantón de Callac.

## Demografía
| 917 | 800 | 650 | 567 | 514 | 449 |
| Para los censos de 1962 a 1999 la población legal corresponde a la población sin duplicidades (Fuente: INSEE [Consultar]) |     |     |     |     |     |